# Еллсворт (Айова)
Еллсворт (англ. Ellsworth) — місто (англ. city) в США, в окрузі Гамільтон штату Айова. Населення — 508 осіб (2020).

## Географія
Еллсворт розташований за координатами 42°18′37″ пн. ш. 93°34′55″ зх. д. / 42.31028° пн. ш. 93.58194° зх. д. (42.310146, -93.581843).  За даними Бюро перепису населення США в 2010 році місто мало площу 2,32 км², уся площа — суходіл.

## Демографія
Згідно з переписом 2010 року, у місті мешкала 531 особа в 213 домогосподарствах у складі 145 родин. Густота населення становила 228 осіб/км².  Було 230 помешкань (99/км²).
Расовий склад населення:
| - 92,1 % — білих - 2,1 % — корінних американців - 0,4 % — азіатів - 0,2 % — чорних або афроамериканців - 4,1 % — осіб інших рас |

До двох чи більше рас належало 1,1 %. Частка іспаномовних становила 6,8 % від усіх жителів.
За віковим діапазоном населення розподілялося таким чином: 27,3 % — особи молодші 18 років, 58,4 % — особи у віці 18—64 років, 14,3 % — особи у віці 65 років та старші. Медіана віку мешканця становила 36,1 року. На 100 осіб жіночої статі у місті припадало 91,7 чоловіків;  на 100 жінок у віці від 18 років та старших — 96,9 чоловіків також старших 18 років.
Середній дохід на одне домашнє господарство  становив 62 796 доларів США (медіана — 53 393), а середній дохід на одну сім'ю — 62 313 долари (медіана — 62 500). За межею бідності перебувало 9,8 % осіб, у тому числі 13,9 % дітей у віці до 18 років та 0,0 % осіб у віці 65 років та старших.
Цивільне працевлаштоване населення становило 281 осіб. Основні галузі зайнятості: освіта, охорона здоров'я та соціальна допомога — 25,3 %, виробництво — 22,1 %, роздрібна торгівля — 11,0 %, науковці, спеціалісти, менеджери — 9,3 %.